# Drosophila macrothrix
Drosophila macrothrix este o specie de muște din genul Drosophila, familia Drosophilidae, descrisă de Hardy și Kaneshiro în anul 1968. Conform Catalogue of Life specia Drosophila macrothrix nu are subspecii cunoscute.